# Mont (Hautes-Pyrénées)
Mont település Franciaországban, Hautes-Pyrénées megyében. Lakosainak száma 35 fő (2022. január 1.). Mont Cazaux-Fréchet-Anéran-Camors, Jurvielle, Portet-de-Luchon, Estarvielle és Loudervielle községekkel határos.

## Népesség
A település népességének változása:
| Lakosok száma | 45   | 50   | 48   | 42   | 38   | 36   | 35   | 34   | 35   |
|               | 2013 | 2015 | 2016 | 2017 | 2018 | 2019 | 2020 | 2021 | 2022 |